# Dynaspidiotus amygdalicola
Dynaspidiotus amygdalicola är en insektsart som först beskrevs av Borchsenius 1952.  Dynaspidiotus amygdalicola ingår i släktet Dynaspidiotus och familjen pansarsköldlöss.
Artens utbredningsområde är Iran. Inga underarter finns listade i Catalogue of Life.